# Stackhousia stratfordiae
Stackhousia stratfordiae är en benvedsväxtart som beskrevs av William Robert Barker och Cockerton. Stackhousia stratfordiae ingår i släktet Stackhousia och familjen Celastraceae. Inga underarter finns listade.